# Comuna de Opatówek
Opatówek (polaco: Gmina Opatówek) é uma gminy (comuna) na Polónia, na voivodia de Grande Polónia e no condado de Kaliski. A sede do condado é a cidade de Opatówek.
De acordo com os censos de 2004, a comuna tem 9968 habitantes, com uma densidade 95,6 hab/km².

## Área
Estende-se por uma área de 104,32 km², incluindo:
- área agricola: 82%
- área florestal: 8%

## Demografia
Dados de 30 de Junho 2004:
|                      | Total   | Total | Mulheres | Mulheres | Homens  | Homens |
| -------------------- | ------- | ----- | -------- | -------- | ------- | ------ |
|                      | pessoas | %     | pessoas  | %        | pessoas | %      |
| População            | 9968    | 100   | 5062     | 50,8     | 4906    | 49,2   |
| Densidade (pop./km²) | 95,6    | 100   | 48,5     | 48,5     | 47      | 47     |

De acordo com dados de 2002, o rendimento médio per capita ascendia a 1452,81 zł.